# Anthony Flanagan
Anthony Flanagan (* 11. April 1972 in 
Stockport, Greater Manchester, England) ist ein britischer Schauspieler.

## Leben
Zunächst wollte sich Flanagan als RAF Pilot bewerben, bekam allerdings den Job nicht. Eine Freundin von seiner Schwester studierte an der Royal Academy of Dramatic Art. Dadurch begann Flanagan sich fürs Schauspielen zu interessieren.
Zehn Jahre später besuchte Flanagan eine Schauspielschule. 2001 war er im Theaterstück A Russian in the Woods zu sehen. Von 2004 bis 2006 spielte er den Polizisten Tony in der Fernsehserie Shameless. 2006 war er als Hauptrolle Kenny Archer im Fernsehfilm Für alle Fälle Fitz – Nine Eleven zu sehen. 2007 stellte Flanagan Orin Scannell in Doctor Who dar. Seit 2013 spielt er die Hauptrolle Arnold Hankin in der britischen Fernsehserie The Village.

## Filmografie (Auswahl)
- 2002: Holby City (Fernsehserie, 1 Folge)
- 2003: Mord auf Seite eins (State of Play; Fernsehserie, 2 Folgen)
- 2003–2009: The Bill (Fernsehserie, 3 Folgen)
- 2004: Traumata (Trauma)
- 2004–2006: Shameless (Fernsehserie, 17 Folgen)
- 2005–2009: Casualty (Fernsehserie, 4 Folgen)
- 2006: Life on Mars – Gefangen in den 70ern (Fernsehserie, 1 Folge)
- 2006: Spooks – Im Visier des MI5 (Fernsehserie, 1 Folge)
- 2007: Doctor Who (Fernsehserie, 1 Folge)
- 2008: Warriors – Die größten Krieger der Geschichte (Heroes and Villains)
- 2008–2010: Survivors (Fernsehserie, 3 Folgen)
- 2009: Yorkshire Killer (Fernsehfilm)
- 2009: Glorious 39
- 2009: Blue Murder (Fernsehserie, 1 Folge)
- 2011: New Tricks – Die Krimispezialisten (New Tricks, Fernsehserie, 1 Folge)
- 2012: Being Human (Fernsehserie, 3 Folgen)
- 2012: Prisoners Wives (Fernsehserie, 5 Folgen)
- 2012: Gerichtsmediziner Dr. Leo Dalton (Silent Witness, Fernsehserie, 2 Folgen)
- 2012: Private Peaceful – Mein Bruder Charlie
- 2012: Rocket’s Island (Fernsehserie, 3 Folgen)
- 2013: The Arbiter
- 2013: Die Todesliste – Nr. 1 stirbt (The List)
- 2013–2014: The Village (Fernsehserie, 11 Folgen)
- 2014: Mord auf Shetland (Shetland; Fernsehserie, 2 Folgen)
- 2014: In The Flesh (Fernsehserie, 2 Folgen)
- 2015: George Gently – Der Unbestechliche (Inspector George Gently; Fernsehserie, 1 Folge)
- 2016: The Crown (Fernsehserie, 1 Folge)
- 2016: Scott & Bailey (Fernsehserie, 2 Folgen)
- 2017: The White Princess (Fernsehserie, 3 Folgen)
- 2018: The Terror (Fernsehserie, 4 Folgen)
- 2019: Wild Bill (Fernsehserie, 6 Folgen)
- 2019, 2022: Gentleman Jack (Fernsehserie, 4 Folgen)
- 2020: Stardust
- 2021: In 80 Tagen um die Welt (Around The World In 80 Days, Fernsehserie)
- 2021: Der junge Inspektor Morse (Endeavour, Fernsehserie, 1 Folge)
- 2022–2024: House of the Dragon (Fernsehserie, 8 Folgen)